# سيلفيا ميتشيل
سيلفيا ميتشيل (بالإنجليزية: Sylvia Mitchell)‏ هي منافسة ألعاب القوى أسترالية، ولدت في 13 أكتوبر 1937.

## وصلات خارجية
- سيلفيا ميتشيل على موقع النتائج التاريخية لألعاب القوى الأسترالية (الإنجليزية)
- سيلفيا ميتشيل على موقع اللجنة الأولمبية الدولية (الإنجليزية)
- سيلفيا ميتشيل على موقع أوليمبيديا (الإنجليزية)
- سيلفيا ميتشيل على موقع اللجنة الأولمبية الأسترالية (الإنجليزية)